# Рінгголд (Луїзіана)
Рінгголд (англ. Ringgold) — місто (англ. town) в США, в окрузі Б'єнвіль штату Луїзіана. Населення — 1379 осіб (2020).

## Географія
Рінгголд розташований за координатами 32°19′36″ пн. ш. 93°17′1″ зх. д. / 32.32667° пн. ш. 93.28361° зх. д. (32.326545, -93.283599).  За даними Бюро перепису населення США в 2010 році місто мало площу 6,01 км², з яких 6,00 км² — суходіл та 0,01 км² — водойми.

## Демографія
Згідно з переписом 2010 року, у місті мешкало 1495 осіб у 604 домогосподарствах у складі 373 родин. Густота населення становила 249 осіб/км².  Було 720 помешкань (120/км²).
Расовий склад населення:
| - 58,0 % — чорних або афроамериканців - 39,9 % — білих - 0,3 % — корінних американців - 0,1 % — азіатів |

До двох чи більше рас належало 1,7 %. Частка іспаномовних становила 1,9 % від усіх жителів.
За віковим діапазоном населення розподілялося таким чином: 26,0 % — особи молодші 18 років, 54,5 % — особи у віці 18—64 років, 19,5 % — особи у віці 65 років та старші. Медіана віку мешканця становила 39,6 року. На 100 осіб жіночої статі у місті припадало 80,3 чоловіків;  на 100 жінок у віці від 18 років та старших — 73,9 чоловіків також старших 18 років.
Середній дохід на одне домашнє господарство  становив 27 196 доларів США (медіана — 16 979), а середній дохід на одну сім'ю — 31 412 долари (медіана — 19 688). За межею бідності перебувало 46,1 % осіб, у тому числі 60,9 % дітей у віці до 18 років та 31,7 % осіб у віці 65 років та старших.
Цивільне працевлаштоване населення становило 387 осіб. Основні галузі зайнятості: освіта, охорона здоров'я та соціальна допомога — 30,7 %, роздрібна торгівля — 14,2 %, мистецтво, розваги та відпочинок — 13,2 %.